# Carrie Fisher
Carrie Frances Fisher (Burbank, 21 ottobre 1956 – Los Angeles, 27 dicembre 2016) è stata un'attrice, cabarettista, sceneggiatrice e scrittrice statunitense.

## Biografia
Nacque a Burbank, in California, figlia del cantante Eddie Fisher e dell'attrice Debbie Reynolds. Todd Fisher è suo fratello minore. Sue sorellastre sono le attrici Joely Fisher e Tricia Leigh Fisher, figlie della terza moglie del padre, Connie Stevens. Quando aveva solo due anni, i suoi genitori divorziarono e suo padre sposò Elizabeth Taylor. Carrie Fisher crebbe con l'idea di seguire le orme dei suoi famosi genitori.
Cominciò a farsi notare stando con sua madre a Las Vegas all'età di 12 anni. Frequentò la Beverly Hills High School,  ma interruppe gli studi all'età di 15 anni per diventare un'attrice. Successivamente si iscrisse alla Royal Central School of Speech and Drama di Londra, dove rimase per 18 mesi, e al Sarah Lawrence College di Yonkers, vicino a New York, ma abbandonò per girare la saga di Guerre stellari.

### Teatro e primi lavori
La sua prima apparizione nel mondo dello spettacolo avvenne con l'interpretazione del ruolo di una debuttante e ballerina nel revival di Broadway Irene (1973), facendo la parte della madre. A Broadway interpretò anche Iris in Censored Scenes From King Kong (1980). Il suo primo ruolo in un film fu nella commedia della Columbia Shampoo (1975), assieme a Warren Beatty, Julie Christie, Goldie Hawn, Lee Grant e Jack Warden.

### Guerre stellarie fama

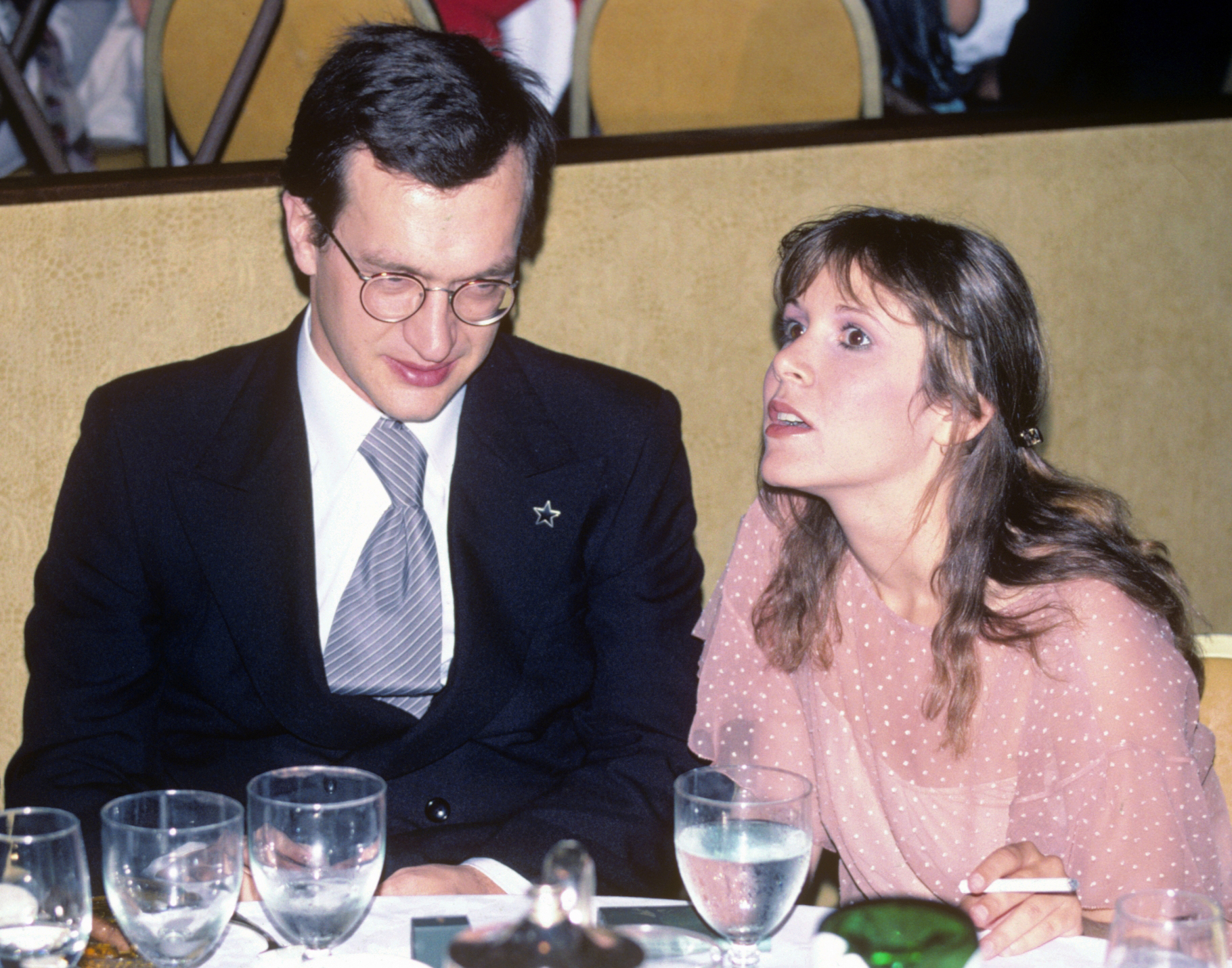
Carrie Fisher in compagnia di Wim Wenders nel 1978

Nel 1977 interpretò il personaggio della principessa Leila, nel classico della fantascienza di George Lucas Guerre stellari, con Mark Hamill, Harrison Ford, Peter Cushing e Alec Guinness. Riprese il ruolo della principessa Leila ne L'Impero colpisce ancora (1980), e nell'ultimo film della trilogia Il ritorno dello Jedi (1983). La saga di Guerre stellari fu un successo mondiale che la rese famosa in tutto il mondo. La principessa Leila negli Stati Uniti divenne un trionfo del merchandising: la Kenner ha prodotto svariate bamboline giocattolo (action figure) che ritraggono Carrie Fisher nei panni del personaggio in più versioni. Ha spesso scherzato sul fatto che a divenire famosa non è stata lei, ma la principessa Leila, che il caso aveva fatto somigliare a Carrie.
Nei tardi anni settanta iniziò a soffrire di abuso di droga. Interpretò nuovamente la principessa Leila nel film per la TV del 1978 The Star Wars Holiday Special, in cui la sua recitazione era rovinata da un evidente stato di dipendenza dalla droga. Il problema divenne di una tale importanza che fu quasi licenziata in tronco durante le riprese di The Blues Brothers (1980) poiché l'abuso di droghe e alcol l'aveva resa incapace di riuscire a portare a termine una singola scena. Presa consapevolezza della situazione, decise di curarsi e si iscrisse alla Narcotici Anonimi e all'Alcolisti Anonimi. Le fu diagnosticato il disturbo bipolare dell'umore all'età di 24 anni, ma non fu in grado di accettare la diagnosi fino a quando all'età di 28 anni finì in overdose. Accettò definitivamente la malattia nel 1987 dopo un esaurimento nervoso.
Nel 1989 si fece notare in Harry, ti presento Sally..., nel ruolo di Marie, ed ebbe breve apparizione nel ruolo di una psichiatra nel primo film della serie Austin Powers. Nel 2009 portò in scena Wishful Drinking, spettacolo teatrale in cui, con stile a metà tra il cabaret e la confessione, ripercorse gli anni della propria vita, parlando delle proprie vicende familiari, del suo disturbo bipolare e del difficile rapporto con il personaggio della principessa Leila. Nel 2013 fu nominata membro della giuria del Festival di Venezia 2013, presieduta da Bernardo Bertolucci. Nel 2015 riprese il ruolo di Leila Organa in Star Wars - Il risveglio della Forza, diretto da J. J. Abrams e nel sequel Star Wars - Gli ultimi Jedi, diretto da Rian Johnson, e uscito postumo nel 2017. Appare un'ultima volta nel 2019 nell'ultimo capitolo della saga Star Wars - L'ascesa di Skywalker, ancora diretto da J.J. Abrams, grazie a delle sequenze precedentemente girate ed eliminate per l'Episodio VII.

### Scrittrice e sceneggiatrice
Del 1987 è un suo romanzo semi-autobiografico Cartoline dall'inferno da cui fu tratto nel 1990 il film omonimo, diretto da Mike Nichols, che si avvalse della sceneggiatura della Fisher stessa e dell'interpretazione di Meryl Streep. Dopo il successo del film, lavorò alla sceneggiatura di Hook - Capitan Uncino (1991), regia di Steven Spielberg, come script doctor, partecipando in questo ruolo a diversi altri film. Nel 1990 pubblicò un altro romanzo dal titolo Surrender the Pink, edito in italiano con il titolo Non c'è come non darla.

### Morte

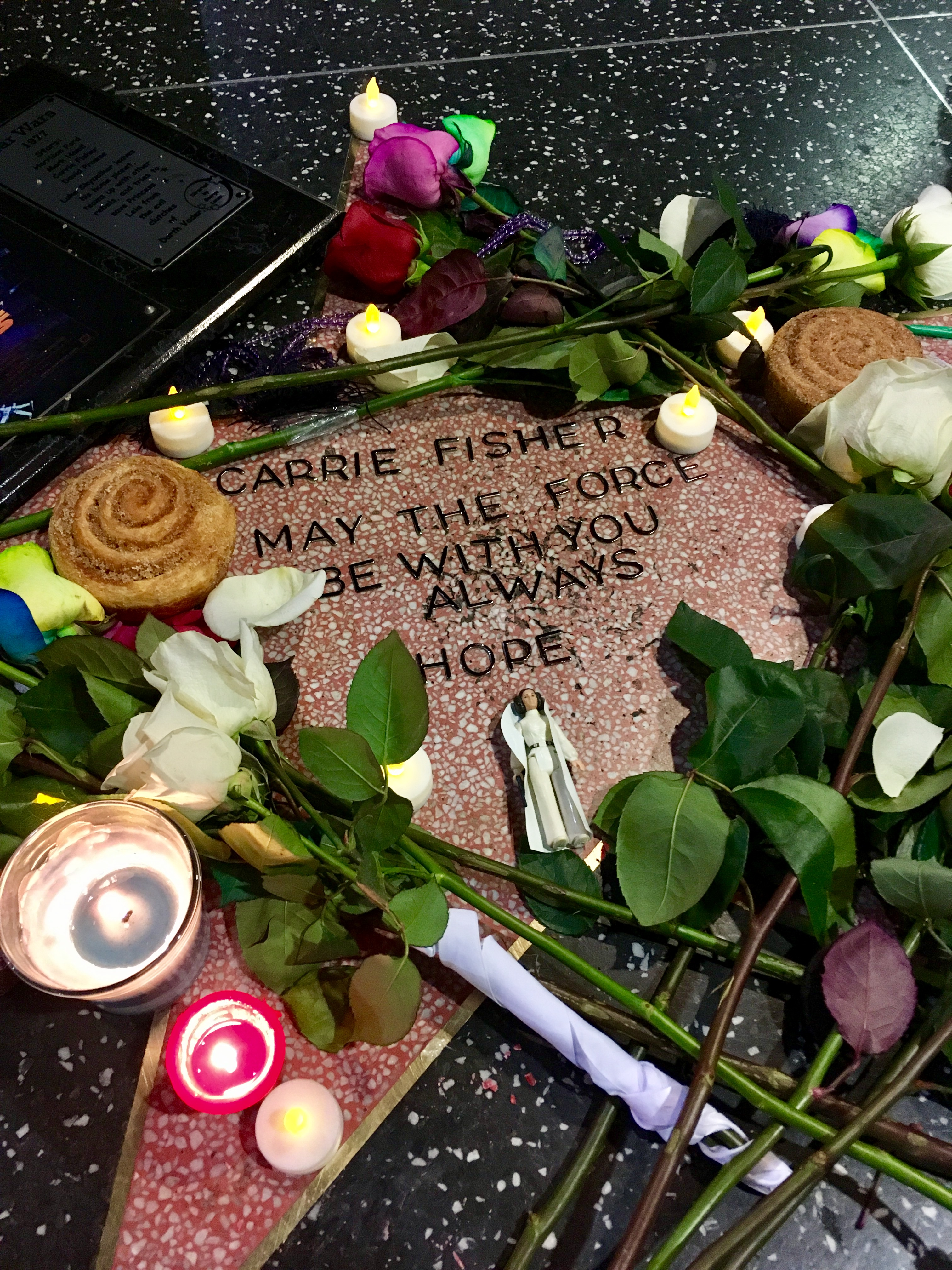
Tributo lasciato dai fan il giorno dopo la sua morte

Il 23 dicembre 2016, durante un volo transatlantico da Londra a Los Angeles, fu colpita da un infarto che le provocò un arresto cardiaco, 15 minuti prima dell'atterraggio. Fu ricoverata al Ronald Reagan UCLA Medical Center di Los Angeles, dove i medici riuscirono a stabilizzarla. Benché avesse mostrato segni di miglioramento, morì il 27 dicembre a 60 anni. Il giorno seguente, durante l'organizzazione del funerale, la madre Debbie Reynolds fu colpita da un ictus che la uccise poche ore dopo in ospedale. Le sue ultime parole furono: "Voglio solo stare con Carrie". I funerali si svolsero insieme a quelli della madre, in forma privata, a Los Angeles. Entrambe (Carrie è stata cremata) riposano al Forest Lawn Memorial Park di Hollywood Hills a Los Angeles.

## Vita privata
Nel 1983 sposò il cantautore Paul Simon, matrimonio che durò solo un anno; i due ripresero la relazione, ma nel 1991 si lasciarono definitivamente. Nel 1991 iniziò una relazione con l'impresario Bryan Lourd, da cui ebbe una figlia, Billie Lourd, nata nel 1992. La storia terminò nel 1994, quando lui la lasciò per un uomo.

## Filmografia

### Cinema
- Shampoo, regia di Hal Ashby (1975)
- Guerre stellari (Star Wars), regia di George Lucas (1977)
- L'Impero colpisce ancora (The Empire Strikes Back), regia di Irvin Kershner (1980)
- The Blues Brothers - I fratelli Blues (The Blues Brothers), regia di John Landis (1980)
- Sotto l'arcobaleno (Under the Rainbow), regia di Steve Rash (1981)
- Il ritorno dello Jedi (Return of the Jedi), regia di Richard Marquand (1983)
- Cercando la Garbo (Garbo Talks), regia di Sidney Lumet (1984)
- L'uomo con la scarpa rossa (The Man with One Red Shoe), regia di Stan Dragoti (1985)
- Hannah e le sue sorelle (Hannah and Her Sisters), regia di Woody Allen (1986)
- Hollywood Vice Squad, regia di Penelope Spheeris (1986)
- Donne amazzoni sulla Luna (Amazon Women on the Moon), regia di Joe Dante, episodio Reckless Youth (1987)
- The Time Guardian, regia di Brian Hannant (1987)
- Appuntamento con la morte (Appointment with Death), regia di Michael Winner (1988)
- L'erba del vicino (The 'Burbs), regia di Joe Dante (1989)
- Seduttore a domicilio (Loverboy), regia di Joan Micklin Silver (1989)
- Sono morta... e vi ammazzo (She's Back), regia di Tim Kincaid (1989)
- Harry, ti presento Sally... (When Harry Met Sally...), regia di Rob Reiner (1989)
- Scappatella con il morto (Sibling Rivalry), regia di Carl Reiner (1990)
- Va' all'inferno Fred (Drop Dead Fred), regia di Ate De Jong (1991)
- Bolle di sapone (Soapdish), regia di Michael Hoffman (1991)
- Hook - Capitan Uncino (Hook), regia di Steven Spielberg (1991) – non accreditata
- This Is My Life, regia di Nora Ephron (1992)
- Love Affair - Un grande amore, regia di Glenn Gordon Caron (1994)
- Austin Powers - Il controspione (Austin Powers: International Man of Mystery), non accreditata, regia di Jay Roach (1997)
- Scream 3, regia di Wes Craven (2000)
- Lisa Picard Is Famous, regia di Griffin Dunne (2000)
- Heartbreakers - Vizio di famiglia (Heartbreakers), regia di David Mirkin (2001)
- Jay & Silent Bob... Fermate Hollywood! (Jay and Silent Bob Strike Back), regia di Kevin Smith (2001)
- A Midsummer Night's Rave, regia di Gil Cates Jr. (2002)
- Charlie's Angels - Più che mai (Charlie's Angels: Full Throttle), regia di McG (2003)
- Wonderland - Massacro a Hollywood (Wonderland), regia di James Cox (2003)
- Stateside - Anime ribelli (Stateside), regia di Reverge Anselmo (2004)
- Undiscovered, regia di Meiert Avis (2005)
- Suffering Man's Charity, regia di Alan Cumming (2007)
- Cougar Club, regia di Christopher Duddy (2007)
- The Women, regia di Diane English (2008)
- White Lightnin', regia di Dominic Murphy (2009)
- Fanboys, regia di Kyle Newman (2009)
- Patto di sangue (Sorority Row), regia di Stewart Hendler (2009)
- Maps to the Stars, regia di David Cronenberg (2014)
- Star Wars - Il risveglio della Forza (Star Wars: The Force Awakens), regia di J. J. Abrams (2015)
- Star Wars - Gli ultimi Jedi (Star Wars: The Last Jedi), regia di Rian Johnson (2017) – postumo
- Star Wars - L'ascesa di Skywalker (Star Wars: The Rise of Skywalker) regia di J. J. Abrams (2019) – postumo
- Wonderwell, regia di Vlad Marsavin (2023) – postumo

### Televisione
- Debbie Reynolds and the Sound of Children, regia di Marc Breaux – film TV (1969)
- Come Back, Little Sheba, regia di Silvio Narizzano – film TV (1977)
- Ringo, regia di Jeff Margolis – film TV (1978)
- Leave Yesterday Behind, regia di Richard Michaels – film TV (1978)
- The Star Wars Holiday Special, regia di Steve Binder e David Acomba (non accreditato) – film TV (1978)
- Saturday Night Live – serie TV, 1 episodio (1980) - non accreditata
- Laverne & Shirley – serie TV, 1 episodio (1982)
- Faerie Tale Theatre – serie TV, 1 episodio (1984)
- Frankenstein, regia di James Ormerod – film TV (1984)
- Happily Ever After, regia di Bill Melendez e, a Londra, Steven Cuitlahuac Melendez – film TV (1985) - solo voce
- From Here to Maternity, regia di Tom Schiller – cortometraggio TV (1985)
- Liberty, regia di Richard C. Sarafian – film TV (1986)
- Disneyland – serie TV, 1 episodio (1986)
- Storie incredibili (Amazing Stories) – serie TV, episodio 2x17 (1987)
- Two Daddies?, regia di Bill Melendez e, a Londra, Steven Cuitlahuac Melendez – film TV (1989) - solo voce
- Trying Times – serie TV, 1 episodio (1989)
- Sweet Revenge, regia di Charlotte Brändström – film TV (1990)
- Frasier – serie TV, 1 episodio (1995) - voce
- Present Tense, Past Perfect, regia di Richard Dreyfuss – cortometraggio TV (1995)
- Gun – serie TV, 1 episodio (1997)
- Dr. Katz, Professional Therapist – serie TV, 1 episodio (1998) - solo voce
- It's Like, You Know... – serie TV, 1 episodio (1999)
- Sex and the City – serie TV, episodio 3x14 (2000)
- These Old Broads, regia di Matthew Diamond – film TV (2001)
- A Nero Wolfe Mystery – serie TV, 2 episodi (2002)
- Good Morning, Miami – serie TV, 1 episodio (2003)
- Jack & Bobby – serie TV, 1 episodio (2004)
- Smallville – serie TV, 1 episodio (2005)
- Romancing the Bride, regia di Kris Isacsson – film TV (2005)
- Odd Job Jack – serie TV, 1 episodio (2007)
- Weeds – serie TV, 1 episodio (2007)
- Side Order of Life – serie TV, 1 episodio (2007)
- 30 Rock – serie TV, 1 episodio (2007)
- Robot Chicken: Star Wars Episode II, regia di Seth Green – cortometraggio TV (2008) - solo voce
- Entourage – serie TV, 1 episodio (2010)
- Wright vs. Wrong, regia di Andy Fickman – film TV (2010)
- A Child's Garden of Poetry, regia di Amy Schatz – film TV (2011) - solo voce
- It's Christmas, Carol!, regia di Michael Scott – film TV (2012)
- The Big Bang Theory – serie TV, episodio 7x14 (2014)
- Legit – serie TV, 1 episodio (2014)
- Girlfriends' Guide to Divorce – serie TV, 2 episodi (2014-2016)
- Catastrophe – serie TV, 5 episodi (2015-2017)
- I Griffin (Family Guy) – serie TV, 24 episodi (2005-2017) - solo voce

### Videogiochi
- Dishonored, regia di Harvey Smith – videogioco (2012) - solo voce
- Family Guy: The Quest for Stuff – videogioco (2014) - solo voce
- LEGO Star Wars: Il risveglio della Forza, regia di Jamie Eden, Pete Gomer e Robert Hewson – videogioco (2016) - solo voce

## Teatro
- Irene, libretto di Hugh Wheeler e Joseph Stein, regia di Gower Champion, colonna sonora di Harry Tierney, Minskoff Theatre di Broadway a New York (1973)
- Censored Scenes From King Kong, libretto di Howard Schuman, regia di Colin Bucksey, colonna sonora di Andy Roberts, Princess Theatre di Broadway a New York (1980)
- Agnese di Dio di John Pielmeier, regia di Michael Lindsay-Hogg, Music Box Theatre di Broadway a New York (1983)
- Wishful Drinking di Carrie Fisher, regia di Tony Taccone, Studio 54 di Broadway a New York (2009)

## Riconoscimenti
- Young Hollywood Hall of Fame (1970's)

## Doppiatrici italiane
Nelle versioni in italiano delle opere in cui ha recitato, Carrie Fisher è stata doppiata da:
- Ottavia Piccolo in Guerre stellari, L'Impero colpisce ancora, Il ritorno dello Jedi, Star Wars - Il risveglio della Forza, Star Wars - Gli ultimi Jedi, Star Wars - L'ascesa di Skywalker
- Isabella Pasanisi in L'erba del vicino, Scappatella con il morto, Va' all'inferno Fred
- Anna Rita Pasanisi in Appuntamento con la morte, Charlie's Angels - Più che mai
- Angiola Baggi in The Women, Patto di sangue
- Rossella Izzo in Shampoo
- Micaela Esdra in The Blues Brothers - I fratelli Blues
- Roberta Greganti in Hannah e le sue sorelle
- Loretta Stroppa in Seduttore a domicilio
- Elettra Bisetti in Harry ti presento Sally...
- Maria Grazia Dominici in Bolle di sapone
- Vanna Busoni in Austin Powers - Il controspione
- Paola Mannoni in Scream 3
- Renata Biserni in Heartbreakers - Vizio di famiglia
- Paola Giannetti in Jay & Silent Bob... Fermate Hollywood
- Maria Pia Di Meo in Undiscovered
- Melina Martello in Weeds
- Stefania Romagnoli in 30 Rock
- Antonella Giannini in Maps to the Stars
- Beatrice Margiotti in Appuntamento con la morte (ridoppiaggio)
- Giulia Santilli in Star Wars: Gli ultimi Jedi (archivio da Guerre stellari)
- Lorenza Biella in The Big Bang Theory

Da doppiatrice è stata sostituita da:
- Paola Giannetti in I Griffin
- Anna Cugini in LEGO Star Wars: Il risveglio della Forza